# Maksim Galanov
Maksim Nikolaïevitch Galanov - en russe : Максим Николаевич Галанов (Maksim Nikolaevič Galanov) et en anglais : Maxim Galanov - (né le 13 mars 1974 à Krasnoïarsk en URSS) est un joueur professionnel russe de hockey sur glace. Il évolue au poste de défenseur.

## Biographie

### Carrière en club
En 1992, ce joueur formé au Sokol Krasnoïarsk débute avec le Lada Togliatti dans la MHL. Il est choisi au cours du repêchage d'entrée 1993 dans la Ligue nationale de hockey par les Rangers de New York en 3e ronde en 61e position. Il a remporté le championnat de Russie 1994 avec le Lada. Il joue son premier match dans la LNH face aux Oilers d'Edmonton le 4 avril 1998 face aux Islanders de New York. Il revient en Russie en 2001.

### Carrière internationale
Il a représenté la Russie au niveau international.

## Statistiques

### En club
| Saison     | Équipe                    | Ligue         |     | Saison régulière | Saison régulière | Saison régulière | Saison régulière | Saison régulière |    | Séries éliminatoires | Séries éliminatoires | Séries éliminatoires | Séries éliminatoires | Séries éliminatoires |
| Saison     | Équipe                    | Ligue         | PJ  | B                | A                | Pts              | Pun              | PJ               | B  | A                    | Pts                  | Pun                  |                      |                      |
| 1992-1993  | Lada Togliatti            | Superliga     | 41  | 4                | 2                | 6                | 12               |                  |    |                      |                      |                      |                      |                      |
| 1993-1994  | Lada Togliatti            | Superliga     | 7   | 1                | 0                | 1                | 4                |                  |    |                      |                      |                      |                      |                      |
| 1994-1995  | Lada Togliatti            | Superliga     | 45  | 5                | 6                | 11               | 54               | --               | -- | --                   | --                   | --                   |                      |                      |
| 1995-1996  | Rangers de Binghamton     | LAH           | 72  | 17               | 36               | 53               | 24               | 4                | 1  | 1                    | 2                    | 0                    |                      |                      |
| 1996-1997  | Rangers de Binghamton     | LAH           | 73  | 13               | 30               | 43               | 30               | 3                | 0  | 0                    | 0                    | 2                    |                      |                      |
| 1997-1998  | Wolf Pack de Hartford     | LAH           | 61  | 6                | 24               | 30               | 22               | 13               | 3  | 6                    | 9                    | 2                    |                      |                      |
| 1997-1998  | Rangers de New York       | LNH           | 6   | 0                | 1                | 1                | 2                | --               | -- | --                   | --                   | --                   |                      |                      |
| 1998-1999  | Penguins de Pittsburgh    | LNH           | 51  | 4                | 3                | 7                | 14               | 1                | 0  | 0                    | 0                    | 0                    |                      |                      |
| 1999-2000  | Thrashers d'Atlanta       | LNH           | 40  | 4                | 3                | 7                | 20               | --               | -- | --                   | --                   | --                   |                      |                      |
| 2000-2001  | Vipers de Détroit         | LIH           | 16  | 0                | 3                | 3                | 6                | --               | -- | --                   | --                   | --                   |                      |                      |
| 2000-2001  | Panthers de Louisville    | LAH           | 9   | 4                | 5                | 9                | 11               | --               | -- | --                   | --                   | --                   |                      |                      |
| 2000-2001  | Maple Leafs de Saint-Jean | LAH           | 17  | 2                | 7                | 9                | 10               | 4                | 0  | 0                    | 0                    | 2                    |                      |                      |
| 2000-2001  | Lightning de Tampa Bay    | LNH           | 25  | 0                | 5                | 5                | 8                | --               | -- | --                   | --                   | --                   |                      |                      |
| 2001-2002  | Severstal Tcherepovets    | Superliga     | 8   | 0                | 0                | 0                | 6                |                  |    |                      |                      |                      |                      |                      |
| 2001-2002  | Lada Togliatti            | Superliga     | 3   | 0                | 0                | 0                | 0                |                  |    |                      |                      |                      |                      |                      |
| 2002-2003  | Augsburger Panther        | DEL           | 47  | 4                | 16               | 20               | 34               | --               | -- | --                   | --                   | --                   |                      |                      |
| 2003-2004  | Severstal Tcherepovets    | Superliga     | 2   | 0                | 0                | 0                | 2                | --               | -- | --                   | --                   | --                   |                      |                      |
| 2003-2004  | Neftekhimik Nijnekamsk    | Superliga     | 38  | 2                | 8                | 10               | 36               | 5                | 1  | 1                    | 2                    | 6                    |                      |                      |
| 2004-2005  | Neftekhimik Nijnekamsk    | Superliga     | 59  | 2                | 9                | 11               | 98               | 3                | 0  | 0                    | 0                    | 2                    |                      |                      |
| 2005-2006  | Neftekhimik Nijnekamsk    | Superliga     | 31  | 1                | 5                | 6                | 32               | 5                | 0  | 0                    | 0                    | 10                   |                      |                      |
| 2006-2007  | Metallourg Novokouznetsk  | Superliga     | 54  | 3                | 4                | 7                | 60               | 3                | 0  | 0                    | 0                    | 2                    |                      |                      |
| 2007-2008  | Metallourg Novokouznetsk  | Superliga     | 35  | 4                | 3                | 7                | 22               | --               | -- | --                   | --                   | --                   |                      |                      |
| 2008-2009  | Metallourg Novokouznetsk  | KHL           | 38  | 0                | 1                | 1                | 20               | --               | -- | --                   | --                   | --                   |                      |                      |
| 2009-2010  | Metallourg Novokouznetsk  | KHL           | 33  | 5                | 3                | 8                | 20               |                  |    |                      |                      |                      |                      |                      |
| 2009-2010  | Gazovik Tioumen           | Vyschaïa Liga | 4   | 0                | 0                | 0                | 2                | 8                | 1  | 0                    | 1                    | 6                    |                      |                      |
| 2010-2011  | Roubine Tioumen           | VHL           | 39  | 2                | 7                | 9                | 28               | 16               | 1  | 5                    | 6                    | 24                   |                      |                      |
| 2011-2012  | Roubine Tioumen           | VHL           | 50  | 3                | 11               | 14               | 56               | 20               | 1  | 4                    | 5                    | 20                   |                      |                      |
| 2012-2013  | Sokol Krasnoïarsk         | VHL           | 45  | 1                | 7                | 8                | 22               | -                | -  | -                    | -                    | -                    |                      |                      |
| Totaux LNH | Totaux LNH                | Totaux LNH    | 122 | 8                | 12               | 20               | 44               | 1                | 0  | 0                    | 0                    | 0                    |                      |                      |

### En équipe nationale
| Saison | Événement                   | PJ | B | A | Pts | +/- | Pun | Résultat      |
| ------ | --------------------------- | -- | - | - | --- | --- | --- | ------------- |
| 1993   | Championnat du monde junior | 7  | 1 | 0 | 1   |     | 4   | Sixième place |
| 2000   | Championnat du monde        | 6  | 0 | 0 | 0   | -2  | 0   | Onzième place |